# Лесичанське
Лесича́нське (біл. Лісічанскае) — невелике озеро в Верхньодвінському районі Вітебської області Білорусі, біля кордону з Латвією.
Озеро розташоване за 28 км на північний захід від міста Верхньодвінськ.
Довжина озера — 300 м, ширина — 270 м, площа — 0,06 км². Озеро стікає струмком до річки Товша, правої притоки Сар'янки (басейн Західної Двіни).
Озеро обмежене пагорбами висотою до 7 м, вкриті лісами.